# U-Bahnhof Lohring
Der U-Bahnhof Lohring ist eine U-Bahn-Station an der Wittener Straße im Stadtteil Altenbochum in Bochum. Er wurde am 29. Januar 2006 eröffnet. Er wird von den Linien 302, 305 und 310 der Bogestra bedient.
| Linie | Verlauf | Takt (Mo–Fr)                                                  |
| ----- | --- | ------------------------------------------------------------- |
| 302   | Gelsenkirchen-Buer Rathaus – Gelsenkirchen, Veltins-Arena – Gelsenkirchen-Schalke – Musiktheater – U Heinrich-König-Platz – U Gelsenkirchen Hbf – Gelsenkirchen-Ückendorf – Bochum-Wattenscheid, August-Bebel-Platz – Stahlhausen Wattenscheider Str. – U Bochumer Verein/Jahrhunderthalle – U Rathaus (Süd) – U Bochum Hbf – U Lohring – Altenbochum Kirche – Bochum-Laer Mitte – (Mark 51° 7 – Langendreer Markt – Langendreer ) / O-Werk | 7/8 min (Buer–Laer) 15 min (Laer–Langendreer und Laer–O-Werk) |
| 305   | Bochum-Wattenscheid Höntrop Kirche – Stahlhausen Wattenscheider Str. – U Bochumer Verein/Jahrhunderthalle – U Rathaus (Süd) – U Bochum Hbf – U Lohring – Altenbochum Kirche – Bochum-Laer Mitte – Mark 51° 7 – Langendreer Markt – Langendreer | 30 min                                                        |
| 310   | Bochum-Wattenscheid Höntrop Kirche – Stahlhausen Wattenscheider Str. – U Bochumer Verein/Jahrhunderthalle – U Rathaus (Süd) – U Bochum Hbf – U Lohring – Altenbochum Kirche – Bochum-Laer Mitte – Mark 51° 7 – Langendreer Markt – Witten, Crengeldanz – Witten, Marienhospital – Witten Rathaus –Witten, Bahnhofstraße – Witten, Heven Dorf                                                                                                | 30 min                                                        |

Es besteht Anschluss an die Buslinien 339, 355 und 368.
| Linie | Verlauf | Takt (Mo–Fr)                                                         |
| ----- | --- | -------------------------------------------------------------------- |
| 339   | Ruhr-Universität – BO-Querenburg – Markstr. – Wiemelhausen – Lohring – Bochum Hbf – Bochum Rathaus – Planetarium – Grumme – Harpen – Ruhr-Park | 30 min                                                               |
| 355   | Bochum-Dahlhausen – Dahlhausen Im Berge – Oberdahlhausen – Eppendorf Mitte – Bärendorf – Bergmannsheil – Bochum-Ehrenfeld – Bochumer Verein/Jahrhunderthalle – Bochum West Bf – Bochum Rathaus – Bochum Hbf – Lohring – Laer Mitte – Bochum-Werne – Bochum-Langendreer West – Langendreer Amt – Knappschaftskrankenhaus – Sportplatz Papenholz | 30 min                                                               |
| 368   | Wanne-Eickel Hbf − Eickeler Bruch – Röhlinghausen – Bochum-Hordel – Hamme – BO Präsident Bf – Bochum Rathaus – Bochum Hbf – Lohring – Altenbochum – Kornharpen – Ruhr-Park/UCI | 15/30 min (Ruhr Park/Bochum Hbf–Hordel) 30 min (Hordel–Wanne-Eickel) |

Die Bauzeit betrug acht Jahre. Die Station wurde bergmännisch erstellt. Die Halbröhre ist 12 m hoch und 90 m lang. Die Bahnsteigfläche beträgt 550 m². Die Station ist eine der größten stützenfreien U-Bahn-Stationen Deutschlands.
Die Station wurde von den Architekten Holger Rübsamen und Boris E. Biskamp, Büro Rübsamen + Partner, entworfen. Die Lichtkunst stammt von Eva-Maria Joeressen. Die Klangcollagen stammen von Klaus Kessner.
Die Halbröhre ist mit Aluminiumplatten verkleidet. Die Eingangsebene ist rot beleuchtet. Der Boden des Bahnsteigs besteht aus quadratischen, 964 × 964 mm großen Glasplatten, die von unten grün beleuchtet werden.
Im September 2011 musste hier ein brennender Zug gelöscht werden.